# Chanelle Price
Pour les articles homonymes, voir Price.
Chanelle Price (née le 22 août 1990 à Livingston) est une athlète américaine, spécialiste du 800 mètres.

## Biographie
Deuxième du 800 m lors des championnats des États-Unis en salle 2014, Chanelle Price participe aux championnats du monde en salle de Sopot, en Pologne, pour ce qui constitue sa première sélection internationale senior. En finale, l'Américaine prend la tête de la course dès le premier tour, et parvient à conserver son avance pour l'emporter en 2 min 0 s 09, nouveau record personnel, devant la Polonaise Angelika Cichocka et la Biélorusse Maryna Arzamasava. Elle devient à cette occasion la première athlète américaine à remporter un titre mondial sur 800 m, plein air et salle confondus.
Chanelle Price descend pour la première fois de sa carrière sous les 2 minutes au 800 m en mai 2014 à l'occasion du Qatar Athletic Super Grand Prix de Doha, en établissant le temps de 1 min 59 s 75. 
Le 4 juillet 2015, lors du meeting Areva, Chanelle Price porte son record personnel à 1 min 59 s 10. 
Le 17 juillet 2015 à Monaco, Chanelle Price joue le rôle de lièvre pour emmener Genzebe Dibaba vers le record du monde du 1 500 m.

## Palmarès
| Date | Compétition                    | Lieu     | Résultat | Épreuve   |
| ---- | ------------------------------ | -------- | -------- | --------- |
| 2014 | Championnats du monde en salle | Sopot    | 1re      | 800 m     |
| 2014 | Relais mondiaux de l'IAAF      | Nassau   | 1re      | 4 × 800 m |
| 2015 | Relais mondiaux de l'IAAF      | Nassau   | 1re      | 4 × 800 m |
| 2015 | Championnats NACAC             | San José | 1re      | 800 m     |
| 2017 | Relais mondiaux de l'IAAF      | Nassau   | 1re      | 4 × 800 m |

## Records
| Épreuve | Épreuve   | Performance   | Lieu        | Date           |
| ------- | --------- | ------------- | ----------- | -------------- |
| 800 m   | Plein air | 1 min 59 s 10 | Saint-Denis | 4 juillet 2015 |
| 800 m   | Salle     | 2 min 00 s 09 | Sopot       | 9 mars 2014    |